# Isaak von Genf
Isaak von Genf (auch Isaac genannt; bl. um 400) ist der erste historisch fassbare Bischof von Genf.
Bischof Eucherius von Lyon (432–441) schreibt in einem Geleitbrief zur Passio Acaunensium Martyrum die Thebaische Legion betreffend, er habe glaubwürdige Leute befragt, die ihm versicherten, sie hätten die Leidensgeschichte dieser Märtyrer aus dem Munde des Bischofs Isaak gehört, und dieser habe die Erzählung von Bischof Theodor von Octodurum übernommen.
Daraus wird der Schluss gezogen, dass die Lebenszeit Isaaks sich mit denen der beiden Genannten überschnitt und er zwischen den Episkopaten des Eucherius und des Theodor wirkte.